# 聖查爾斯 (伊利諾伊州)
聖查爾斯（英語：St. Charles）是一個位於美國伊利諾伊州杜佩奇縣和凱恩縣的城市。

## 地理
聖查爾斯的座標為41°51′13″N 87°58′06″W / 41.85361°N 87.96833°W，而該地的平均海拔高度為229米（即751英尺）。

## 人口
根據2010年美國人口普查的數據，聖查爾斯的面積為38.91平方千米，當中陸地面積為38.07平方千米，而水域面積為0.84平方千米。當地共有人口32974人，而人口密度為每平方千米847.44人。